# Купол (телеканал)
«Купол» — закритий київський місцевий телеканал.

## Історія
«Купол» розпочав свою роботу на 56 ТВК у Києві десь в 1996 році. Базувався на Борщагівці по вулиці Булгакова, там же знаходився і малопотужний передавач телекомпанії, його потужність згідно з ліцензією становила лише 10 Ват.
Програма передач каналу друкувалася у багатьох столичних газетах, проте ці передачі — в ефірі та у кабелі — могли приймати, головним чином, жителі Борщагівки, а також прилеглих до неї районів західної. частини Києва та низки дрібних населених пунктів Київської області. Втім, окремі глядачі могли приймати «Купол» і у віддалених районах столиці — на Оболоні та на Солом'янському. Тут все залежало від того, на якому поверсі вівся прийом, куди виходили вікна квартири, і чи була між місцем прийому та Борщагівкою якась перешкода.
Програмне наповнення ефіру «Купола» було стандартним для того часу — фільми, відеокліпи, місцеві новини Борщагівки. Це все транслювалось головним чином у вечірній час. Вдень же в ефірі телекомпанії виходили програми різних зарубіжних мовників — «ОРТ», «РТР», «EuroNews», «Discovery», «Rambler» та багатьох інших.
У такому вигляді «Купол» мовив усі наступні роки, і лише з середини 2000-х років замість ретрансляцій програм закордонних супутникових мовників тут почали з'являтися передачі українських супутникових каналів. Зокрема, приблизно наприкінці 2007 року в ефірі каналу транслювалися блоки програм виробництва телеканалу «Maxxi TV», які періодично переривалися для виходу власних програм «Купола» — головним чином новин Святошинського району. А в 2008 році «Купол», який змінив засновників, переніс обладнання на вежу АТ «РаТел», телемовлення з якої також не забезпечувало покриття сигналом усе місто. При цьому ліцензійний обсяг мовлення телеканалу на 56-й частоті збільшився з шести годин до 24 годин на добу.

### В складі корпорації «UBG»
У травні 2011 року фінансово-промислова корпорація «UBG» купила «Купол» та супутниковий телеканал UBC.
З 15 липня 2011 року до 21 лютого 2012 «Купол» ретранслював програми «UBC»/«Business» (закривши їх логотипи своїм, див. знімки екрану: ефір 23.11.2011, ефір 07.01.2012).
В листопаді 2011 року ТОВ «ТРК „Купол“» збільшило потужність свого передавача у 500 разів — з 10 Вт до 5 кВт, а також перенесло передавач з вулиці Олегівської на вежу Київського телецентру. А вже з 8 лютого 2012 року канал став обов'язковим для трансляції у кабельних мережах Києва в рамках Універсальної Програмної Послуги.
22 лютого 2012 року телеканал «Купол» змінив логотип і програмну концепцію, ставши телеканалом «Business Kyiv» (екс-«UBC»). Відповідні зміни до ліцензії ТОВ «ТРК „Купол“» внесла Національна рада України з питань телебачення і радіомовлення.
1 червня 2013 року ТОВ «ТРК „Купол“» запустила новий телеканал «100». Він транслював передачі про подорожі, туризм, активні види відпочинку, інформував про новинки туристичного ринку — нові маршрути, напрямки, курорти та їх особливості, яскраві події туристичного життя.